# پاهالاولا
پاهالاولا (به لاتین: Pahalawela) یک منطقهٔ مسکونی در سری‌لانکا است که در استان مرکزی (سری‌لانکا) واقع شده‌است.